# 索爾季西
49°39′38″N 23°15′33″E / 49.66056°N 23.25917°E
索爾季西（烏克蘭語：Солтиси），是烏克蘭西部的村莊，隸屬利維夫州的亞沃里夫區。該村始建於1940年，面積0.18平方公里，海拔高度282米，2001年人口63，人口密度每平方公里351.96人。